# Psychoda ocellata
Psychoda ocellata är en tvåvingeart som beskrevs av Quate 1962. Psychoda ocellata ingår i släktet Psychoda och familjen fjärilsmyggor. Inga underarter finns listade i Catalogue of Life.